# 斯塔爾斯維爾 (喬治亞州)
斯塔爾斯維爾（英語：Starrsville）是位於美國喬治亞州牛頓縣的一個非建制地區。該地的面積和人口皆未知。

## 地理
斯塔爾斯維爾的座標為33°32′01″N 83°48′18″W / 33.53361°N 83.80500°W，而該地的平均海拔高度為227米（即745英尺）。